# (10029) Hiramperkins
(10029) Hiramperkins est un astéroïde de la ceinture principale.

## Description
(10029) Hiramperkins est un astéroïde de la ceinture principale. Il fut découvert le 30 août 1981 à la station Anderson Mesa par Edward L. G. Bowell. Il présente une orbite caractérisée par un demi-grand axe de 2,56 UA, une excentricité de 0,25 et une inclinaison de 3,6° par rapport à l'écliptique.
Il porte le nom du professeur d'astronomie et de mathématiques américain Hiram Perkins (en) (1833-1924) qui enseigna à l'université Wesleyenne de l'Ohio.

## Compléments